# Historischer Friedhof Wandsbek
Der Historische Friedhof Wandsbek ist ein nicht mehr genutzter Friedhof an der Christuskirche am Wandsbeker Marktplatz. Er wird als Gedenkstätte und Park benutzt. Der Alte Friedhof Wandsbek liegt dagegen etwa 500 Meter weiter nördlich in der Kirchhofstraße 14 und wurde 1850 als Nachfolgefriedhof eröffnet. 

## Lage

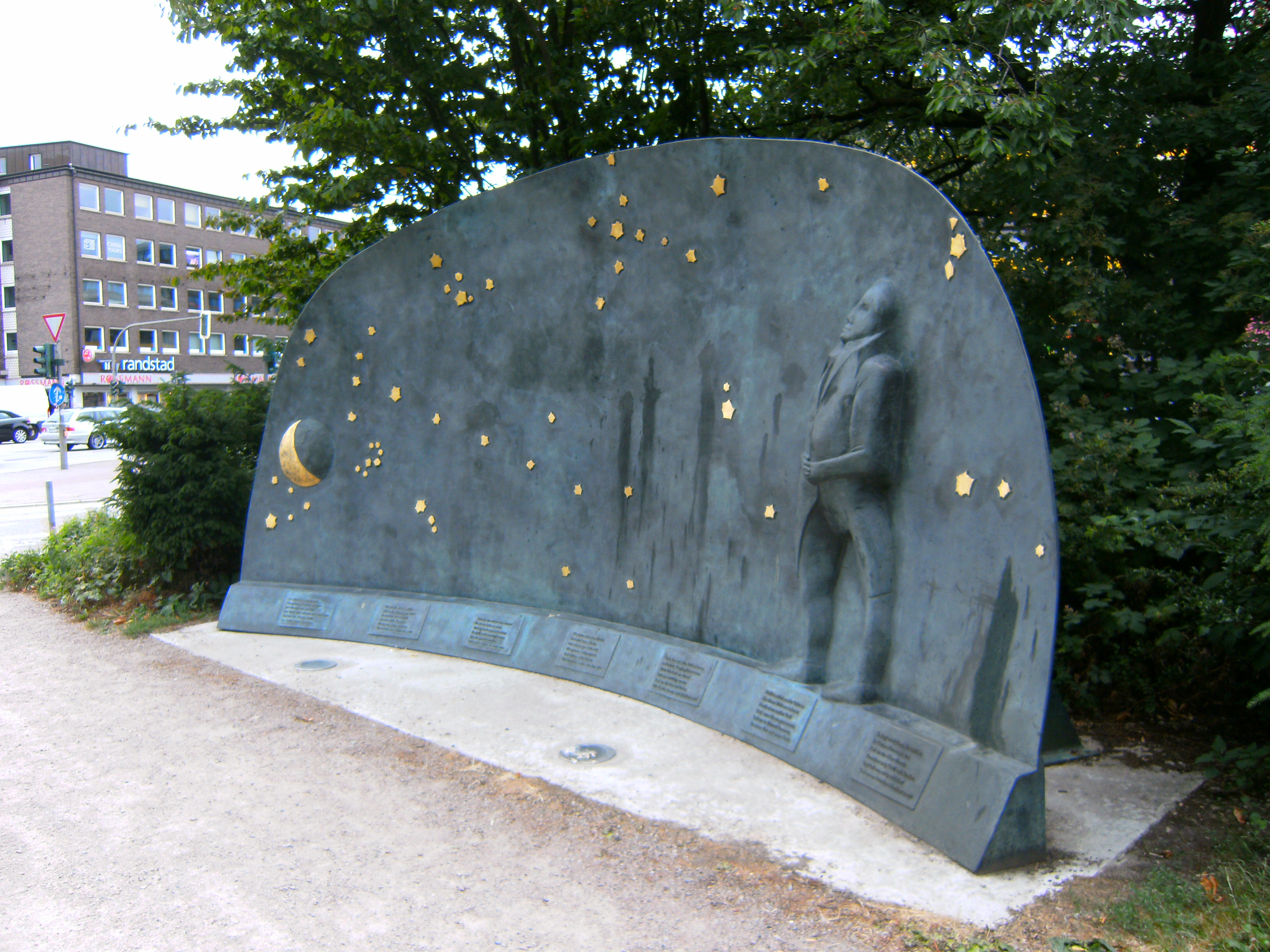
Hamburg, Historischer Friedhof Wandsbek: Denkmal für Matthias Claudius, Blickrichtung Wandsbeker Allee

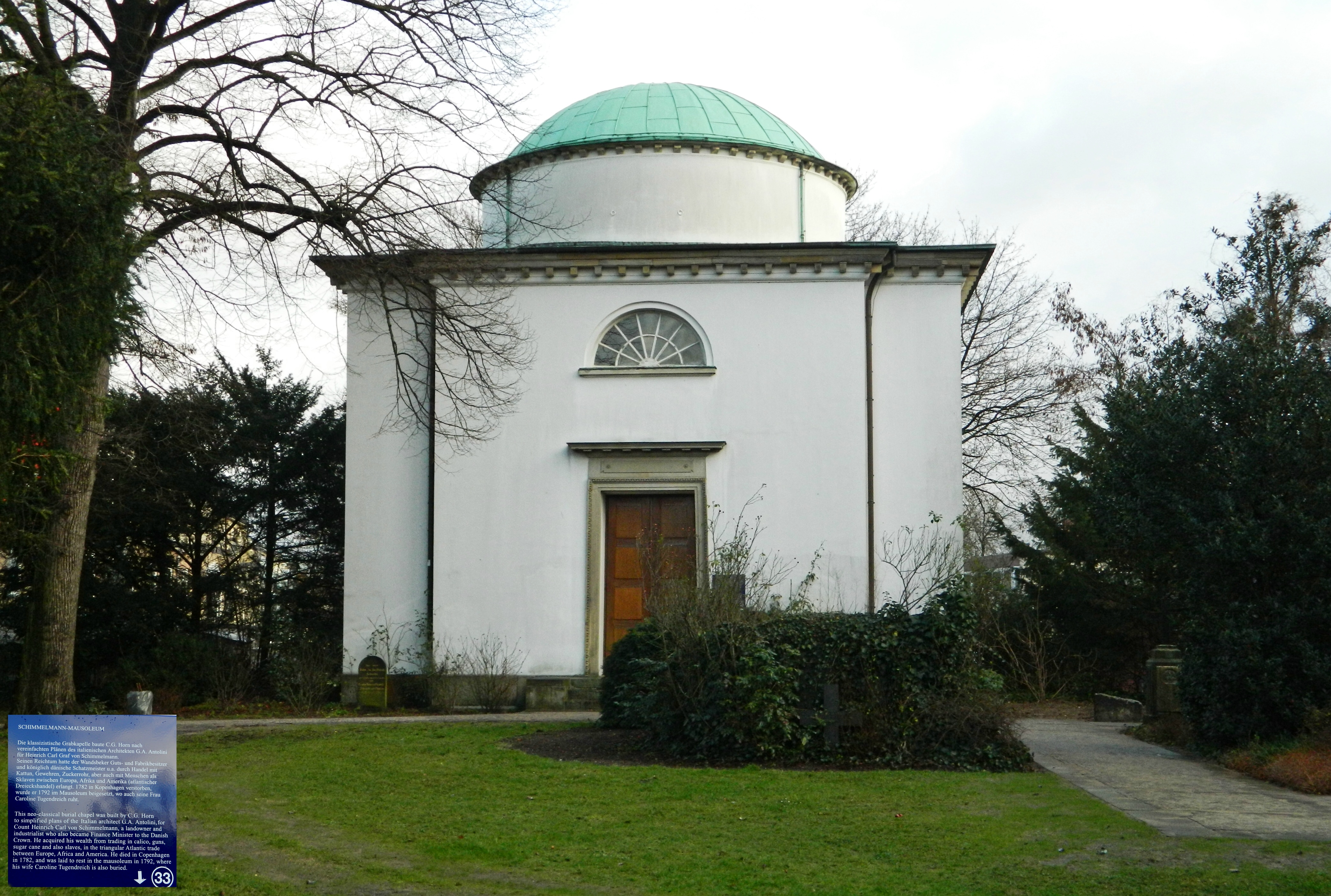
Schimmelmann-Mausoleum

Der ehemalige Friedhof liegt an der Ecke Wandsbeker Marktstraße/Robert-Schuman-Brücke und umfasst im Gräberbereich 1000 Quadratmeter. Der Eingang von der Straße Schumann Brücke ist durch ein Bronze-Denkmal von Waldemar Otto flankiert, mit dem an Matthias Claudius und sein Abendlied (Matthias Claudius) erinnert wird. Zentrales Bauwerk ist das Schimmelmann-Mausoleum.

## Entstehung
Der heute nordöstlich der Kirche liegende Historische Friedhof Wandsbek wurde um 1623 angelegt und bis 1850 genutzt. Vor allem im 19. Jahrhundert hatte er eine weitaus größere Ausdehnung. Form und Größe des Friedhofes mussten an die sich ändernde Lage und Größe der Kirche angepasst werden, so dass es mehrfach zu umfangreichen Umbettungen kam, z. B. 1850, 1898 und 1955.

## Grabmale bekannter Persönlichkeiten

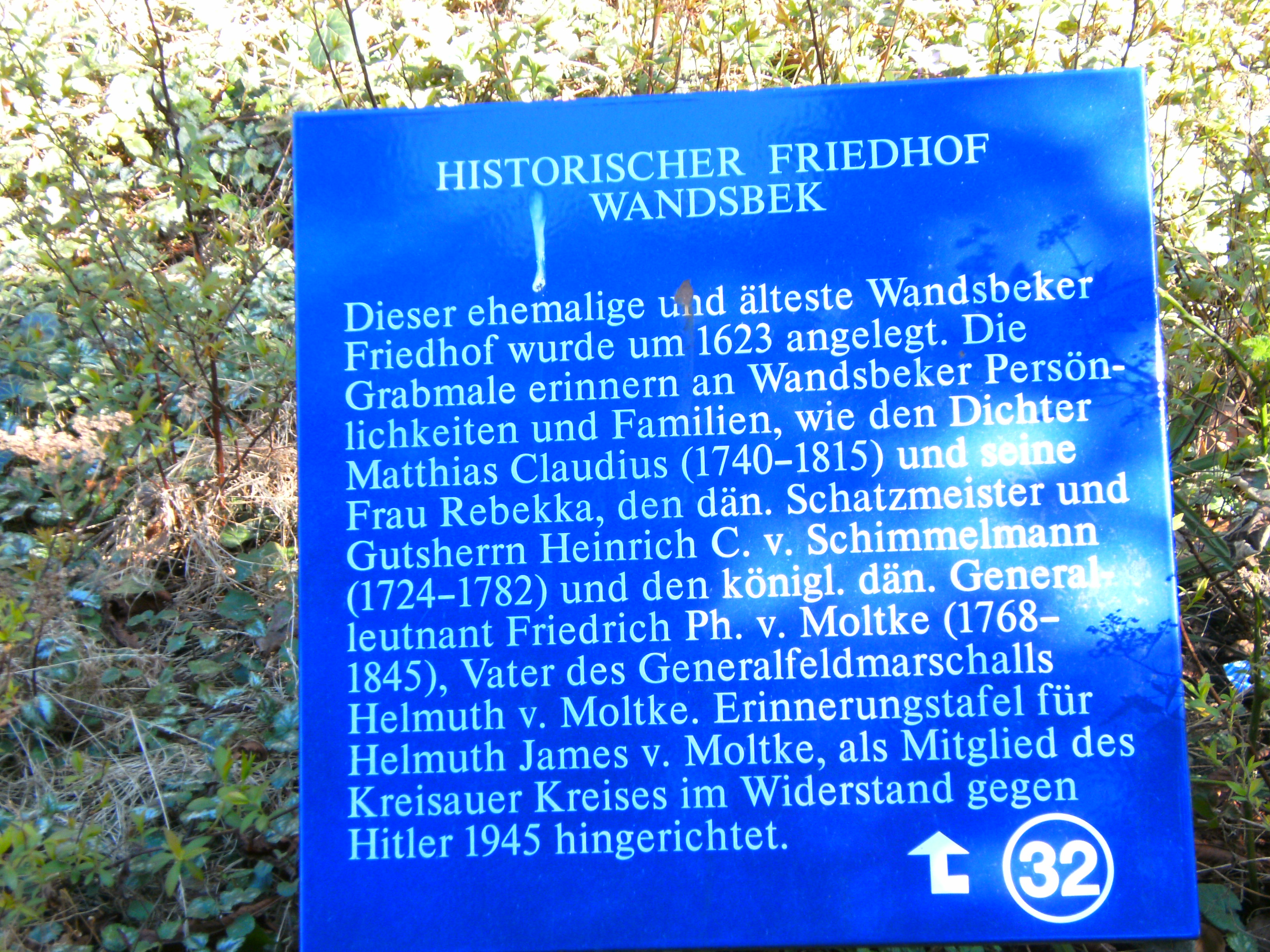
Grabmale und Erinnerungssteine bedeutender Persönlichkeiten auf dem Historischen Friedhof Wandsbek

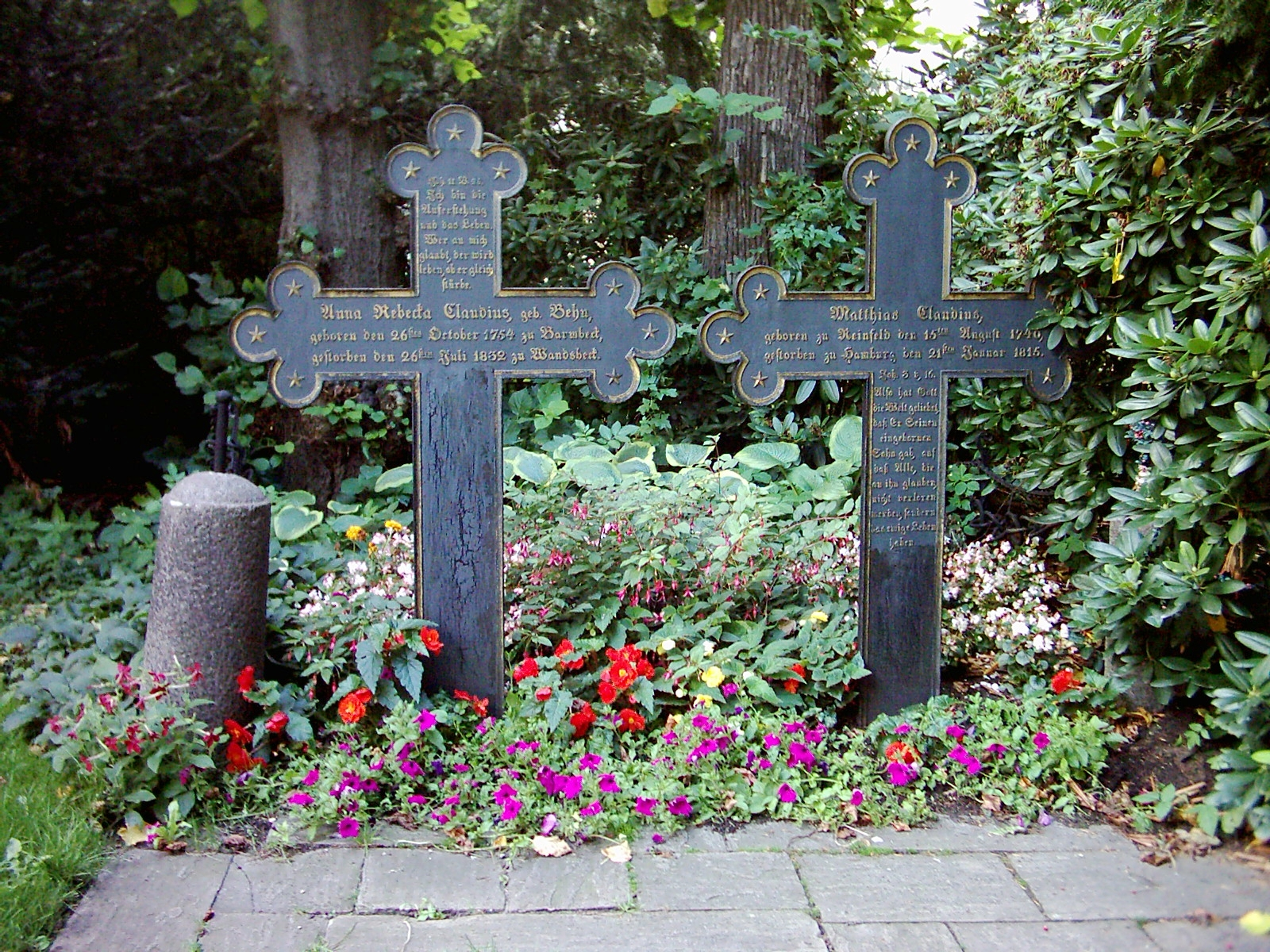
Gräber von Matthias und Rebekka Claudius.

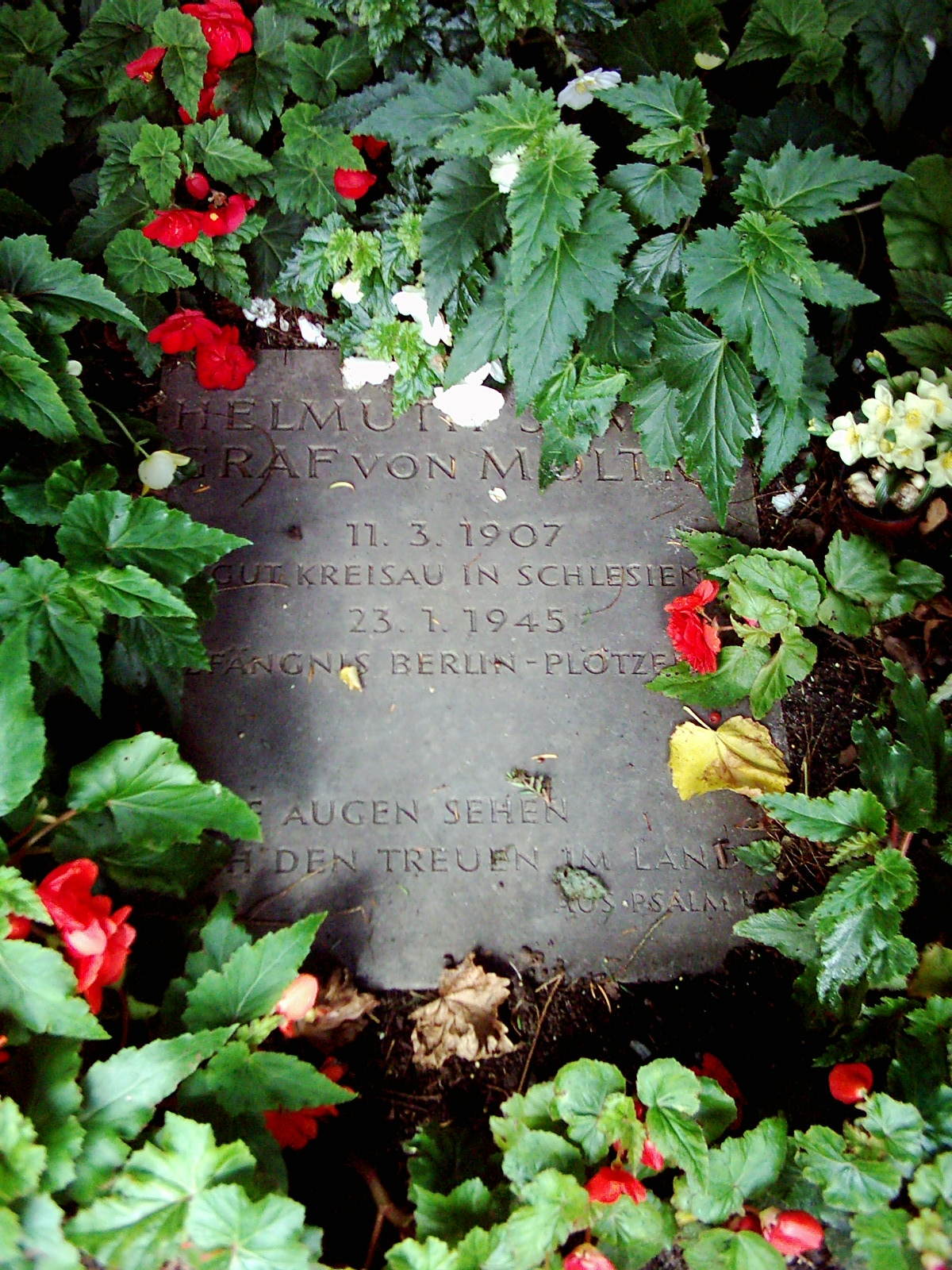
Gedenkplatte für Helmuth James von Moltke am Grab seines Vorfahren, des dänischen Generalleutnants Friedrich Philipp Victor von Moltke (1768–1845) in Hamburg-Wandsbek

Das Grab von Matthias Claudius und seiner Frau Rebekka wird durch zwei Eisenkreuze markiert. Hier ruht auch der königlich-dänische Generalleutnant Friedrich Philipp Victor von Moltke (1768–1845). Eine Tafel und eine Gedenkplatte erinnern an den Widerstandskämpfer gegen den Nationalsozialismus Helmuth James von Moltke. Die Grabsteine auf dem Friedhof sind online abrufbar.
- Matthias Claudius
- Friedrich Philipp Victor von Moltke
- Helmuth James Graf von Moltke, Gedenkplatte für den Widerstandskämpfer gegen den Nationalsozialismus.[9]
- Schimmelmann-Mausoleum
- Joseph Morewood, Kaufmann und Gründungsstifter
- Friedrich Puvogel (1836–1907), Bürgermeister[10]
- Erich Wasa Rodig (1869–1940), Oberbürgermeister von Wandsbek. Der Grabstein wurde im Jahr 1990 von Blankenese auf den Historischen Friedhof Wandsbek verbracht.[11]

Ein Gedenkstein an Gefallene des Deutsch-Französischen Krieges von 1870/71 erinnert an diese Zeit.